# ダンバース精神病院

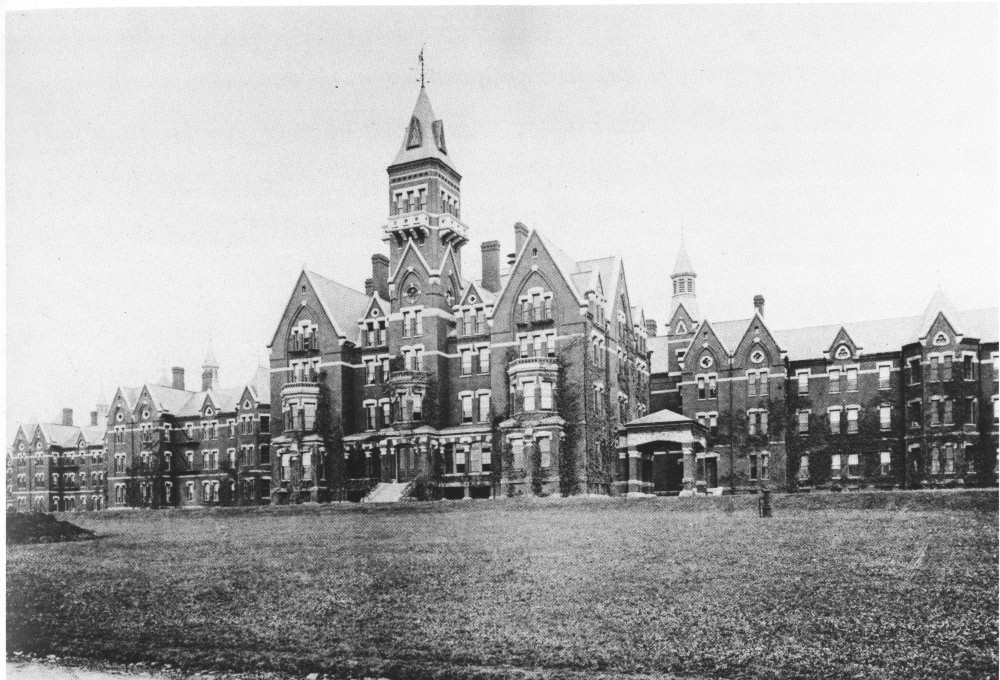
ダンバース精神病院

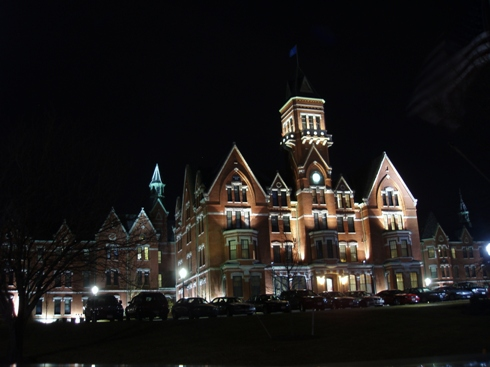
ダンバース精神病院の夜景、2008

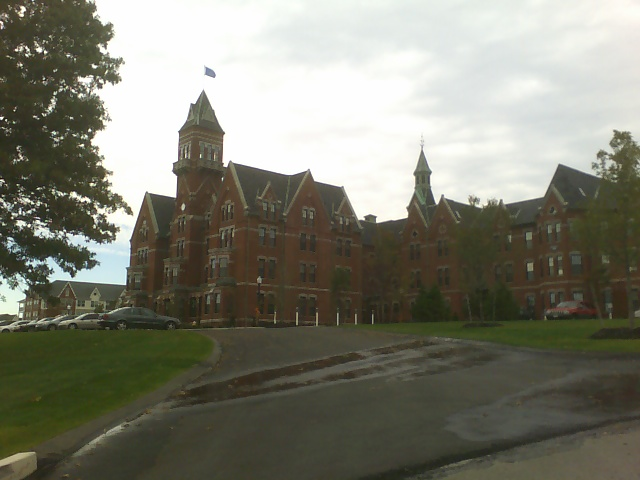
2007年10月、ダンバース精神病院の解体

ダンバース精神病院 (Danvers State Hospital) は、かつてアメリカ合衆国マサチューセッツ州エセックス郡のダンバース町にあった心身疾患者のための州立精神科病院であり保護施設。現在は外壁の一部を残して解体され、跡地は住宅地になっている。
同病院は、カークブライド計画に基づいた総合施設として、1874年、マサチューセッツ州片田舎の人里離れた土地に、ボストンの著名な建築家ナサニエル・J・ブラッドリーの施工管理の下で竣工され、1878年に開業した。
ロボトミー手術の発祥の地として一説には噂されている。

## 経緯
治療法が非人道的であるとして問題視されるようになり、1960年代には入院患者が減少し始め、1985年に施設はその役割を終え閉鎖される。
同病院の建造物群はカークブライド様式の歴史的建造物として市民から保存を求める声が上がったものの、不動産会社との法廷闘争の結果、中央部の外壁部分を残してすべて解体され、跡地は住宅地として整備されている。